# Cabo de Tuzla
O cabo de Tuzla (em russo:  мыс Тузла, transl. mys Tuzla) é um cabo localizado no sul da península de Taman, no extremo mais ocidental de Temryuksky, krai de Krasnodar. A sua costa é íngreme, alcançando cerca de 15 m de altura acima do nível do mar. O cabo originou-se de calcários, que se formaram entre depósitos de argila.

## Etimologia
O cabo de Tuzla, recebeu esse nome em homenagem ao grão-cã cazar Georgius Tzul (Георгий Цула) ou do termo turco "tuz" (туз) - sal ou "düz" (тюз) - reto, uniforme, plano.